# Такатоші Іто
Такатоші Іто (яп. 伊藤 隆敏伊藤 隆敏, англ. Itō Takatoshi, 1950 р., Саппоро,  Японія) — японський економіст, професор Вищої школи політичних наук Національного університету (GRIPS), президент Японської економічної асоціації (2004—2005).

## Біографія
Такатоші отримав ступінь бакалавра економіки в університеті Хітоцубасі в 1973 році, потім магістра економіки в тому ж університеті в 1975 році, а через два роки — ступінь магістра економіки в Гарвардському університеті. В 1979 році захистив дисертацію й отримав ступінь доктора економіки в Гарвардському університеті.
Викладацьку діяльність почав як доцент на кафедрі економіки  Міннесотського університету (1979—1988). Паралельно проводив дослідження як науковий співробітники кафедри (1983—1985), а з 1985 року науковий співробітник Національного бюро економічних досліджень.
У період 1984—1985 років співробітник Гуверівського інституту при Стенфордському університеті.
У період 1986—1987 років Такатоші — запрошений доцент кафедри економіки, а в період 1992—1994 років запрошений професор Гарвардського інституту державного управління ім. Джона Ф. Кеннеді.
У період 1988—1991 років доцент, а в період 1991—2002 років професор Інституту економічних досліджень університету Хітоцубасі.
З 1991 року помічник редактора, а в 1997—1999 роках головний редактор журналу «Journal of the Japanese and International Economies», що займає 103-е місце серед найбільших економічних журналів у світі.
У період 1994—1999 та 2003—2008 років член Ради Економетричного товариства. У період 1994—1997 років старший радник дослідного відділу у Міжнародному валютному фонді. У період 1997—1998 років запрошений професор кафедри економіки, у 2002—2005 роках — професор Науково-дослідного центру передової науки і технології, у період 2003—2014 років професор Вищої школи економіки Токійського університету.
У період 1999—2001 років заступник віце-міністра з міжнародних справ у Міністерстві фінансів Японії.
У період 2003—2004 років віце-президент, а в період 2004—2005 років президент Японської економічної асоціації. З 2001 року помічник редактора журналу «Asian Economic Journal», у період 2003—2008 років помічник редактора журналу «Journal of Money, Credit and Banking», з 2004 року-член редакційної ради журналу «Journal of Financial Stability» і помічник редактора журналу «International Journal of Central Banking», а в 2006 році став засновником і співредактором журналу «Asian Economic Policy Review», який займає 552-е місце серед найбільших світових економічних журналів.
У період 2006—2008 років Такатоші — член Ради з економічної та податкової політики в Японському уряді.
У 2008 році — професор кафедри Тун Ісмаїл Алі Університету Малайя, в цьому ж році лектор у Гавайському університеті.
Регулярно виступає на найбільших міжнародних наукових конференціях. У 2015 році брав участь у щорічних зборах Американської економічної Асоціації (АЕА) в Бостоні.
Зараз Такатоші є:
- помічником редактора журналу «Journal of International Money and Finance» з 1994 року
- головою Ради з митних, тарифних, валютних та інших операцій міністерства фінансів Японії з 2011 року
- професором Вищої школи політичних наук Національного університету (GRIPS) з 2014 року
- професором у Школі міжнародних і суспільних відносин і Заступником директора з досліджень Центру японської економіки й бізнесу Колумбійського університету з 2015 року.

## Основні ідеї

### Абеноміка
Іто в рамках економічної політики Абеноміки пропонує провести в Японії деномінацію японської національної валюти, єни, для створення більш інтернаціонального розуміння вартості валюти, для створення більш сприятливого фону споживачам. Він також пропонує підвищити податок на додану вартість з метою скорочення державного боргу,
вважає, що зростання курсу єни в поєднанні з інфляцією не призводить до зміни конкурентоспроможності за ціною експортованих товарів, а зобов'язання в іноземній валюті різко збільшуються.

### Початок стагнації японської економіки
Іто в своїй праці "Угода Плаза та Японія: роздуми про 30—річний ювілей піддав критики Угоду Плаза у 1985 році в готелі Плаза в Нью-Йорку як одну з причин стагнації японської економіки протягом наступних десятиліть. До 1985 року в США спостерігалося значне зростання дефіциту поточного балансу, а в бюджеті Японії збільшувався профіцит. Наслідки бюджетного дисбалансу приводили до політики протекціонізму й вимагали негайних дій. Вважалося, що причиною цих проблем було стрімке зростання курсу американського долара відносно валют основних торговельних партнерів США, що призвело до виникнення величезного торговельного дефіциту з даними країнами. Більш низький курс долара сприяв би стабілізації світової економіки, оскільки в цьому випадку імпортні та експортні можливості всіх країн були би врівноважені. У готелі «Плаза» США переконали інших учасників зустрічі прийняти низку узгоджених заходів щодо регулювання валютних ринків, а 22 вересня 1985 р. угода Плаза набрала чинності. Її метою було зниження курсу долара і збільшення курсів інших валют. Кожна країна погодилася змінити свою економічну політику і втрутитися в роботу валютних ринків в тій мірі, яка необхідна для девальвації долара.
Японія в рамках Угоди Плаза погоджувалася на зростання національної валюти на 10-12 % з 240 до 216 єна/дол, однак, курс не зупинився і продовжив зростання до 190 єна/дол до січня, а до літа до 160 єна/дол. Японська й американська влади домовилися в кінці 1986 року, що єна зміцнилася достатньо, торговий дефіцит між Японією і США скоротився. Однак долар продовжив падіння, досягнувши позначки 150 єна/дол у 1987 році. У результаті валютної інтервенції протягом двох років курс долара знизився на 50 % стосовно японської єни. Врешті-решт американська економіка почала орієнтуватися на експорт, а інші промислово розвинені країни, зокрема Японія, збільшили частку імпорту. Завдяки цьому дефіцит поточного балансу США поступово скорочувався, а протекціоністські заходи були зведені до мінімуму.
З ініціативи учасників відбулося укладання Луврської угоди, де домовилися, що США знижують фінансовий дефіцит з 3,9 % ВВП до 2,3 % ВВП, зменшують урядові витрати на 1 % у 1988 році і підтримують процентні ставки на низькому рівні, але взамін Японія повинна зменшити свій активний торговий баланс і скоротити відсоткові ставки, але домовитися про фіксованому діапазоні валютних курсів не вдалося. Зниження процентної ставки в Японії призвело до курсу 121 єна/дол на кінець 1987 року. Навесні 1988 року Луврську угоду було дезавуйовано: Банк Японії почав опиратися погодженню з Міністерством фінансів Японії, не кажучи вже про міжнародної координації. Вважається, що нав'язана низька процентна ставка запобігла зміцненню єни, і у другій половині 1980-х років породив пустку, яка потім вискочила у створенні проблемних кредитів і фінансову нестабільність. Угоду Плаза та Луврську угоду потрібно оцінювати як поганий приклад координації японської політики на міжнародному рівні, що призвів до спотворення внутрішньої грошово-кредитної політики.

## Нагороди
Заслуги Такатоші були відзначені нагородами:
- 1986 — премія Нікей за книгу з економіки «Економічний аналіз нерівноваги: теорія й емпіричний аналіз» (яп. Fukinko no Keizai Bunseki)
- 2011 — медаль Пошани з пурпурною стрічкою.